# 桑色素
桑色素（也称为3,5,7,2',4'-五羟基黄酮，3,5,7,2',4'-Pentahydroxyflavone）是一种黄酮醇类化合物，分子式C15H10O7，存在于桑橙（Maclura pomifera）、番石榴（Psidium guajava）等植物中。